# Исаев, Юрий Алексеевич (хоккеист)
Юрий Алексеевич Исаев (25 февраля 1965, Магнитогорск, Челябинская область — 27 апреля 2021) — советский и российский хоккеист, защитник. Мастер спорта России. Тренер.

## Биография
Воспитанник «Металлурга» Магнитогорск, тренеры Михаил Сулима, Анатолий Спивак, Юрий Моисеев. Бо́льшую часть карьеры — 13 сезонов — провёл в «Металлурге» (1982/83 — 1987/88, 1990/91 — 1996/97). Два сезона (1988/89 — 1989/90) отыграл в челябинском «Тракторе». В сезоне 1996/97 играл также за «Металлург-2».
В высшей лиге СССР — МХЛ — РХЛ провёл семь сезонов. Бронзовый призёр МХЛ 1994/95.
В фарм-клубе «Металлург-2» / «Стальные лисы» был тренером (1997—2003, 2004—2020), главным тренером (2003—2004). Чемпион МХЛ и обладатель Кубка Харламова 2009/10, серебряный (2010/11), бронзовый (2011/12) призёр чемпионата МХЛ.
Один из пионеров инлайн-хоккея в России. В лиге Roller Hockey International играл за команду «Лас-Вегас Флэш» (1994). В составе сборной России по инлайн-хоккею выступал на чемпионатах мира 1996 (5 место, капитан) и 1997 (4 место).
Имел три высших образования.
Скончался 27 апреля 2021 года в возрасте 56 лет.